# Altus Mortem
Altus Mortem («muerte ancestral») es una banda de música heavy metal de Santiago, República Dominicana, formada en enero de 2002.

## Historia
En sus inicios la banda tenía como nombre ¨Post Mortem¨, y sus integrantes eran  César Reyes (bajo), Fernando Jáquez (guitarra), Willder Batista (voz) y Johandy Ureña (batería).
Reyes y Ureña coincidieron en la banda ¨Neofobia¨, al salir de la agrupación  aprovechaban sus ratos libres para tocar en forma de jamming en el Rancho Emilia, en Moca, junto a Jáquez -que tocaba con Legado Oculto, banda thrash-, covers de sus bandas favoritas de metal. Posteriormente Ureña invita a Batista a cantar en la banda, y es a partir de ese momento en el que deciden formalizar la banda.
Luego tocaron  en varios conciertos, y se vieron en la necesidad de conseguir otro guitarrista, por lo que al cabo de dos meses, invitaron a Julio Olivo (ex Neofobia), a tomar parte del grupo.
En enero de 2003 Batista sale de la banda y Jáquez toma control de las voces. Con ese cambio, toman la decisión de cambiar el nombre de la banda por Altus Mortem, por asuntos de derechos de autor.
En marzo desde mismo año, la banda debuta en el talent show ¨Las Nuevas Caras del Rock¨, obteniendo el segundo lugar.
Fueron invitados a tocar en Arte Vivo, un evento de arte celebrado anualmente en Santiago, organizado por Casa de Arte.
En febrero de 2004 la banda lanza su primer álbum METAi, grabado en Torture Room por Aldo Germán.
En mayo tocan junto a Rabia, de Puerto Rico y Nébula, en Palafitos, en Moca.
El segundo álbum Sentenced Era, fue lanzado en julio de 2005, en el concierto Metal Chaos, en donde tocaron junto a Archaios, *Agatha y Control Alterno. Es un álbum completamente en inglés y conceptual, basado en los eventos históricos de la humanidad.
En septiembre lanzan en el programa radial La Avanzada Metallica, "A Sudden Terror", segundo sencillo extraído de Sentenced Era.
El 29 de octubre participan en el Nitro Rock III, junto a Archaios, Agatha, Santuario y Épsilon.
Posteriormente Johandy se va a estudiar a los Estados Unidos Ingeniería de Sonido en el Kansas City Kansas Community College, y la banda toma un receso indefinido.
Actualmente Altus Mortem se encuentra en un proceso de planificación para trabajar en lo que será su 3er album.
Aún no hay datos oficiales de cuando será el lanzamiento, los temas y el concepto del Album.

## Integrantes
Post Mortem 2002-2003
- César Reyes (bajo)
- Fernando Jáquez (guitarra)
- Willder Batista (voz)
- Johandy Ureña (batería)

### Altus Mortem (formación actual)
- Fernando Jáquez, voz y guitarra (2003-)
- Julio Olivo, guitarra (2003-)
- César Reyes, bajo (2003-)
- Johandy Ureña, batería (2003-)

## Discografía

### METAi (7 de febrero de 2004), (Independiente)
- 1. Intro
- 2. Sed De Poder
- 3. La Piedra
- 4. Super Yo
- 5. Impium
- 6. Relatividad
- 7. Indiferencia
- 8. R.P.M.
- 9. Salisbury

### Sentenced Era (9 de julio de 2005), (Independiente)
- 1. 15 Billion Years Ago
- 2. The Quest For The Power Of Mind
- 3. Conqueror
- 4. Swords Call Our Names (Salisbury II)
- 5. A Sudden Terror
- 6. August
- 7. Atlantis
- 8. Dust Becomes Hope